# メルツ内閣
メルツ内閣（メルツないかく、独: Kabinett Merz）は、2025年2月23日のドイツ連邦議会選挙を経て2025年5月6日に成立したドイツ連邦内閣である。社会民主党主導のショルツ連立政権の次の内閣である。
この内閣は第4次メルケル内閣に次ぐキリスト教民主・社会同盟と社会民主党の大連立政権である。

## 成立の経緯

第21期ドイツ議会の構成

2025年2月23日にあったドイツ連邦議会選挙でキリスト教民主・社会同盟が第一党となった。そのため、党の首相候補であるメルツ氏主導の連立政権が濃厚となった。
しかし、どの政党も過半数には届かなかったため、連立が必要となった。だが、第二党へ邁進したドイツのための選択肢との連立はどの政党も拒んでいたので、以下のどれかの連立が検討された:
- キリスト教民主・社会同盟と社会民主党
- キリスト教民主・社会同盟、同盟90/緑の党と左翼党
- キリスト教民主・社会同盟、社会民主党と同盟90/緑の党
- キリスト教民主・社会同盟、社会民主党と左翼党
- ドイツのための選択肢以外全ての政党

このうち、連立交渉が簡単となる二党のみの連立はキリスト教民主・社会同盟と社会民主党のものだけだったので、大連立が真っ先に検討されたのである。

連立交渉の焦点となったのは移民政策、国債制限(英語版)、税改革、国民の収入、選挙権の年齢などであった。
尚、大連立交渉は2025年2月28日に始まり4月9日に終結した。この場合、社会民主党は第2党ではない為いわゆる大連立とはならないが、歴史的背景から大連立と呼ばれている。

## 構成
発表された内閣の構成は以下の通りである:
| 序列 | 役職                                     | 画像                   | 氏名                         | 政党                      | 政党 | 任期                             |
| ---- | ---------------------------------------- | ---------------------- | ---------------------------- | ------------------------- | ---- | -------------------------------- |
| 1    | 連邦首相                                 |                        | フリードリヒ・メルツ         | CDU                       |      | 2025年5月6日 -                   |
| 2    | 副首相                                   |                        | ラース・クリングバイル       | SPD                       |      | 2025年5月6日 -                   |
| 2    | 財務大臣                                 |                        | ラース・クリングバイル       | SPD                       |      | 2025年5月6日 -                   |
| 3    | 内務大臣                                 |                        | アレクサンダー・ドブリント   | CSU                       |      | 2025年5月6日 -                   |
| 4    | 外務大臣                                 |                        | ヨハン・ヴァーデフール       | CDU                       |      | 2025年5月6日 -                   |
| 5    | 国防大臣                                 |                        | ボリス・ピストリウス         | SPD                       |      | 2023年1月19日 (2025年5月6日再任) |
| 6    | 経済エネルギー大臣                       |                        | カテリーナ・ライヒェ         | CDU                       |      | 2025年5月6日 -                   |
| 7    | 研究・技術・宇宙大臣                     |                        | ドロテー・ベア               | CSU                       |      | 2025年5月6日 -                   |
| 8    | 司法・消費者保護大臣                     |                        | シュテファニー・フビッヒ     | SPD                       |      | 2025年5月6日 -                   |
| 9    | 教育・家族・高齢者・女性・青少年大臣     |                        | カリン・プリーン             | CDU                       |      | 2025年5月6日 -                   |
| 10   | 労働・社会大臣                           |                        | ベーベル・バス               | SPD                       |      | 2025年5月6日 -                   |
| 11   | デジタル・国家近代化大臣                 |                        | カルステン・ヴィルトベルガー | 無所属 (2025年5月9日まで) |      | 2025年5月6日 -                   |
| 11   | デジタル・国家近代化大臣                 | CDU (2025年5月9日以降) | カルステン・ヴィルトベルガー |                           |      | 2025年5月6日 -                   |
| 12   | 交通大臣                                 |                        | パトリック・シュニーダー     | CDU                       |      | 2025年5月6日 -                   |
| 13   | 環境・気候保護・自然保護・原子力安全大臣 |                        | カーステン・シュナイダー     | SPD                       |      | 2025年5月6日 -                   |
| 14   | 保健大臣                                 |                        | ニーナ・ヴァルケン           | CDU                       |      | 2025年5月6日 -                   |
| 15   | 農業・食料・故郷大臣                     |                        | アロイス・ライナー           | CSU                       |      | 2025年5月6日 -                   |
| 16   | 経済協力・開発大臣                       |                        | リーム・アラバリ＝ラドヴァン | SPD                       |      | 2025年5月6日 -                   |
| 17   | 住宅・都市開発・建設大臣                 |                        | ヴェレーナ・フーバーツ       | SPD                       |      | 2025年5月6日 -                   |
| 18   | 特別課題担当大臣                         |                        | トルステン・フライ           | CDU                       |      | 2025年5月6日 -                   |
| 18   | 連邦首相府長官                           |                        | トルステン・フライ           | CDU                       |      | 2025年5月6日 -                   |

## 閣僚の政党
政党別の閣僚の人数は以下の通りである:
| 政党 | 政党               | 閣僚数 | 割合 |
| ---- | ------------------ | ------ | ---- |
|      | キリスト教民主同盟 | 7      | 41%  |
|      | 社会民主党         | 7      | 41%  |
|      | キリスト教社会同盟 | 3      | 18%  |
| 合計 | 合計               | 17     | 100% |